# Аникина (деревня)
Аникина — деревня в Кудымкарском районе Пермского края. Входила в состав Верх-Иньвенского сельского поселения. Располагается юго-западнее от города Кудымкара. Расстояние до районного центра составляет 39 км. По данным Всероссийской переписи населения 2010 года, в деревне проживало 18 человек (9 мужчин и 9 женщин).

## История
По данным на 1 июля 1963 года, в деревне проживало 138 человек. Населённый пункт входил в состав Деминского сельсовета.